# Verenigd Gemeente Belang
Verenigd Gemeente Belang (VGB) was een lokale politieke partij in de Nederlandse gemeente Goedereede. De partij is opgericht in 1986 en heeft bestaan tot 2012. 

## Oprichting
De hoofdreden voor oprichting was de openheid van besluitvormingsprocessen binnen het gemeentebestuur te vergroten. In die tijd was de openheid bijzonder "besloten". Het viel niet mee om als betrokken burger de besluitvormingsprocessen te volgen, laat staan actief mee te kunnen doen. De commissievergaderingen waren besloten, er was geen spreekrecht in de commissies, en ook niet in raadsvergadering. Deze punten zijn inmiddels sterk verbeterd. 

## Zetels in de gemeenteraad
Bij de verkiezingen van 1986 behaalde Verenigd Gemeente Belang één zetel. Bij de verkiezingen van 1998 werd de tweede raadszetel behaald die ook in 2002 kon worden behouden. In 2006 behaalde Verenigd Gemeente Belang slechts één zetel. Verenigd Gemeente Belang was van 2010 tot 2012 in de gemeenteraad van Goedereede vertegenwoordigd met 3 raadsleden. Deze gemeente is per 31 december 2012 opgeheven.